# Vorstadtkirche (Wiener Neustadt)

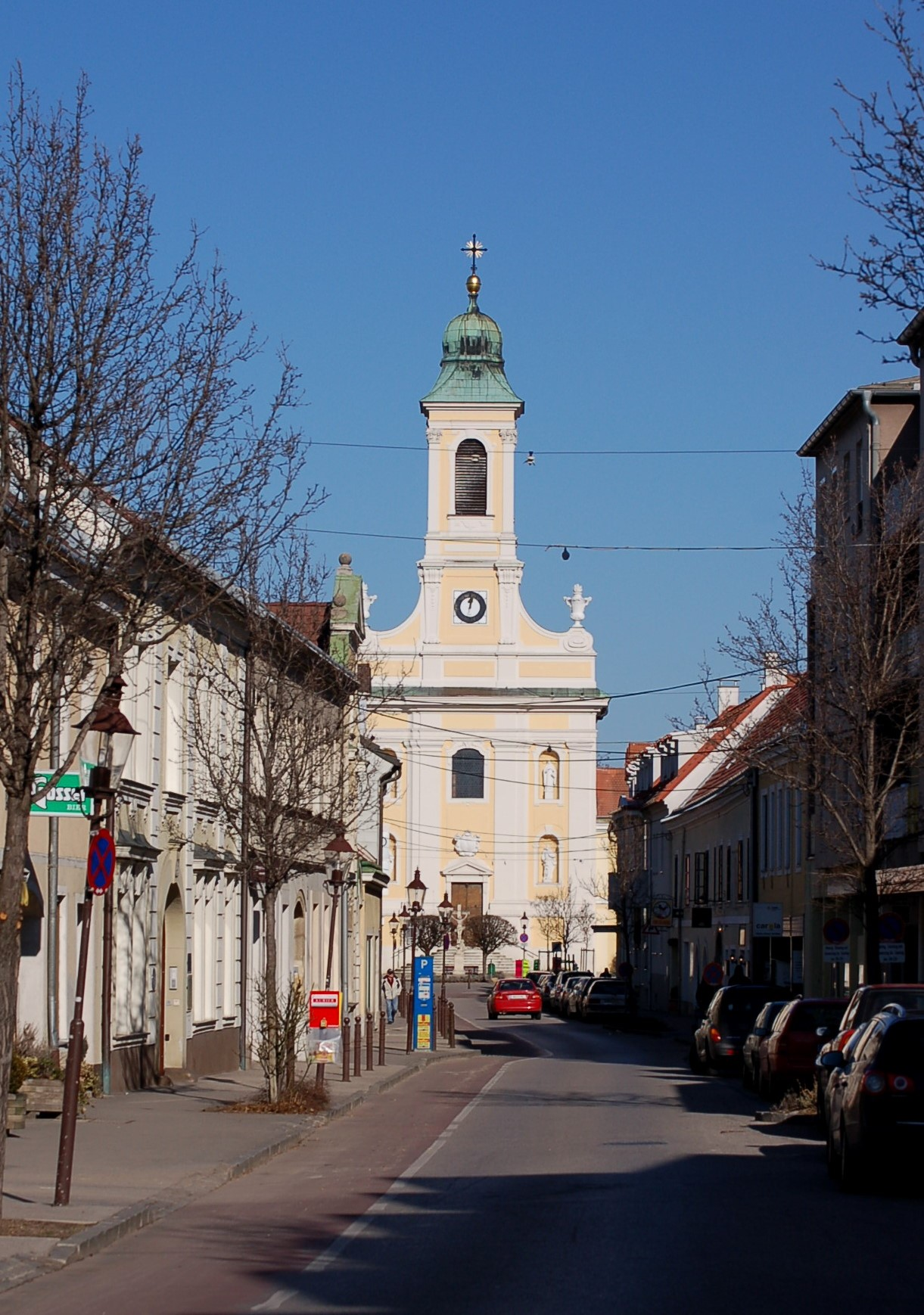
Die Vorstadtkirche in der Achse der Wiener Straße

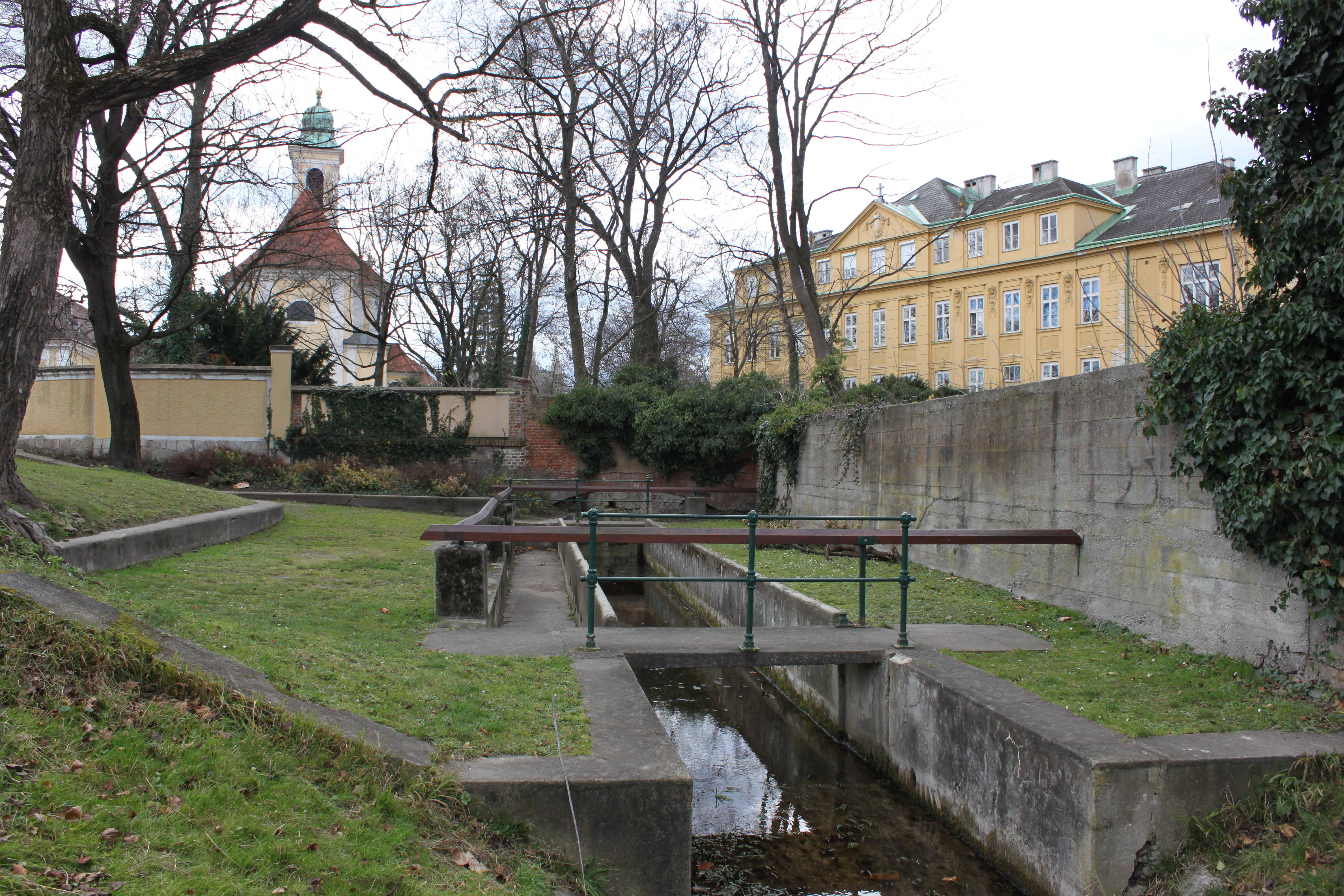
Vorstadtkirche und Santa Christiana, im Vordergrund die Wäscheschwemme

Die Stadtpfarrkirche hl. Leopold ist eine römisch-katholische Filialkirche der Propsteipfarre des Domes in Wiener Neustadt in der Wiener Straße 61. Ursprünglich eine Jesuitenkirche bis zur Aufhebung des Jesuitenordens im Jahre 1773. Die Kirche wird Vorstadtkirche genannt, weil sie vor dem ehemaligen Wiener Tor der ehemaligen Stadtummauerung stand und als Point de vue in die Achse der Wiener Straße gestellt wurde, welche seitdem vor dem Kirchenvorplatz einen Knick macht, welcher in der Verlängerung Reste einer Römerstraße Richtung Wien zeigt.

## Baubeschreibung und -geschichte
Die Jesuitenkirche als genordeter Saalbau wurde von 1737 bis 1743 vor der Stadt mit einem östlich parallel situierten Jesuitenkolleg als spätbarocke Anlage errichtet, wobei beide Objekte mit einem Obergeschoßgang verbunden sind. Westlich der Kirche befand sich ein ehemals barocker Kollegsgarten. Finanziert wurde die Errichtung mit der testamentarischen Verfügung des 1735 verstorbenen Feldmarschall-Leutnants Franz Leopold von Zungaberg. Die Weihe der Kirche erfolgte 1745. Nach der Aufhebung des Jesuitenordens im Jahre 1773 wurde die Kirche im Jahre 1791 zur Stadtpfarrkirche erhoben. Das baulich mit der Kirche verbundene ehemalige Jesuitenkolleg wurde 1773 zum Salzamt, war von 1783 bis 1903 ein Militärspital, wobei die Kirche als Spitalskirche diente, und war von 1904 bis 1990 das Stadtmuseum Wiener Neustadt, und ist seit 1992 das Stadtarchiv Wiener Neustadt.
Der quadratischen Saalraumkirche mit zwei querovalen platzlgewölbten Jochen ist südlich eine Vorhalle mit Nebenräumen mit eingezogener Empore mit dem Obergeschoßgang zum ehemaligen Jesuitenkolleg und dem Turm mit der Hauptfassade zur Wiener Straße vorgestellt und schließt nördlich mit einem quadratischen Chor ab. Die Orgel aus den 1840er Jahren mit 10 Registern stammt von Christoph Erler.
Seit 1984 befindet sich im Keller der Kirche das Vereinsheim der Katholisch-Österreichischen Studentenverbindung Babenberg zu Wiener Neustadt, welche Mitglied im Mittelschüler-Kartell-Verband ist.

## Ensemble
Südwestlich der Kirche befindet sich das ehemalige Benefiziatenhaus als zweigeschoßiger barocker Bau, welches mit dem Nachbarhaus auf Nr. 59 den Kirchenvorplatz bildet. Auf dem Kirchenvorplatz steht als Kleindenkmal eine barocke Kreuzigungsgruppe. Dahinter liegen freigelegte Reste einer Römerstraße.
Nördlich der Kirche befindet sich die historische Wäscheschwemme am Polierbach, einer Ableitung des Kehrbaches, welcher über die ehemalige Krupp´sche Löffelfabrik, nunmehr die kirchliche Schule Santa Christiana, zufließt und in die Warme Fischa abfließt.